# Maximilian Sciandri
Maximilian Sciandri (n. 15 februarie 1967, Derby, Anglia, Regatul Unit) este un sportiv ce a reprezentat Italia, medaliat olimpic. A participat la 2 ediții ale Jocurilor Olimpice (1996, 2000) în care a câștigat o medalie de bronz.